# Strasbourg Illkirch-Graffenstaden Basket
Lo Strasbourg Illkirch-Graffenstaden Basket, noto semplicemente come Strasbourg IG è una società cestistica avente sede a Strasburgo, in Francia. Fondata nel 1929, gioca nel campionato francese.
Disputa le partite interne nella Rhénus Sport, che ha una capacità di 6.200 spettatori.

## Roster 2023-2024
Aggiornato al 6 dicembre 2023.
|    | Naz.                   | Ruolo | Sportivo             | Anno | Alt. | Peso |  |
| -- | ---------------------- | ----- | -------------------- | ---- | ---- | ---- |  |
| 0  | Stati Uniti (bandiera) | P     | Phil Booth           | 1995 | 192  | 86   |  |
| 1  | Stati Uniti (bandiera) | C     | Nakye Sanders        | 1997 | 204  | 112  |  |
| 3  | Stati Uniti (bandiera) | C     | Nysier Brooks        | 1996 | 213  | 111  |  |
| 4  | Francia (bandiera)     | AG    | Léopold Cavalière    | 1996 | 203  |      |  |
| 6  | Francia (bandiera)     | G     | Paul Lacombe         | 1990 | 195  | 97   |  |
| 9  | Stati Uniti (bandiera) | G     | Chaundee Brown       | 1998 | 196  | 98   |  |
| 10 | Francia (bandiera)     | AP    | Hugo Invernizzi      | 1993 | 198  | 95   |  |
| 20 | Francia (bandiera)     | G     | Sofiane Briki        | 1999 | 193  | 82   |  |
| 21 | Stati Uniti (bandiera) | P     | Quinton Hooker       | 1995 | 183  | 93   |  |
| 23 | Francia (bandiera)     | P     | Jean-Baptiste Maille | 1993 | 190  | 82   |  |
| 30 | Regno Unito (bandiera) | AG    | Dan Akin             | 1998 | 206  | 100  |  |
| 95 | Francia (bandiera)     | P     | Illan Pietrus        | 2005 | 192  |      |  |

### Staff tecnico
| Allenatore: | Massimo Cancellieri |
| Assistente: | Thomas Drouot       |

## Cestisti
- Ron Davis 1991-1992

## Palmarès
- Campionato francese: 1

2004-2005
- Coppa di Francia: 2

2014-2015, 2017-2018
- Leaders Cup: 2

2015, 2019
- Match des Champions: 1

2015